# Jūrōta Kosugi
Jūrōta Kosugi (jap. 小杉 十郎太 Kosugi Jūrōta; ur. 19 grudnia 1957) – japoński seiyū i aktor dubbingowy. Znany jest między innymi z roli Asumy Sarutobiego w serii Naruto.

## Role głosowe
- 1985: Kidō Senshi Zeta Gundam –
  - Henken Bekkener,
  - Narrator
- 1988: Legend of the Galactic Heroes – Lintz
- 1992: Uchū no kishi Tekkaman Blade – Molotov/Tekkaman Lance
- 1993: Kidō Senshi Victory Gundam – Kwan Lee
- 1993: Yaiba – legendarny samuraj – Kojirō
- 1994: Kidō Butōden G Gundam – Mirabo
- 1994: Iria: Zeiram the Animation – Glen
- 1994: Wojowniczki z Krainy Marzeń –
  - Lantis,
  - Sol Zagato
- 1995: Slayers: Magiczni wojownicy – Moranboran
- 1995: Golden Boy – Kigure Hiroshi
- 1995: Fire Emblem – Oguma
- 1996: Detektyw Conan – Saeki
- 1996: The Vision of Escaflowne – Dryden Fassa
- od 1997: Zapiski detektywa Kindaichi – Isamu Kenmochi
- 1997: Tajemnica przeszłości – Tenkō
- 1997: Rurōni Kenshin – Tamono Eibin
- 1998: Trigun – Joey
- 1998: Glass no kamen – Masumi Hayami
- 2000: One Piece – Arlong
- 2000: Yami no matsuei: Ostatni synowie ciemności – narrator
- 2001: Tennis no ōjisama – Sakaki Tarō
- 2002–2007: Naruto – Asuma Sarutobi
- 2003: Sonic X – Pale Bayleaf
- 2004: Samurai Champloo – Xavier III
- 2004: Tsukuyomi Moon Phase – Midō Yayoi
- 2005: Eureka Seven – Charles Beams
- 2005: Blood+ – David
- 2006: Futari wa Pretty Cure Splash Star – Kintoresukī
- 2006–2014: Shijō saikyō no deshi Ken’ichi – Akisame Kōetsuji
- 2007–2012: Naruto Shippūden – Asuma Sarutobi
- 2007–2012: Higurashi no naku koro ni – Okonogi
- 2008: Zero no Tsukaima – Joseph
- 2008: Junjō Romantica – Fuyuhiko Usami
- 2009: Umineko no naku koro ni – Krauss Ushiromiya
- 2010: Nurarihyon no mago – Tsuchigumo
- 2011: Tiger & Bunny – Legenda
- 2012: La storia della Arcana Famiglia – Dante
- 2013: Cuticle Tantei Inaba – Lorenzo
- 2014: Toaru hikūshi e no koiuta – Luis de Alarcon
- 2015: Junjō Romantica 3 – Fuyuhiko Usami